# オレステス・キンデラン
オレステス・キンデラン・オリバレス（Orestes Kindelán Olivares, 1964年11月1日 - ）は、キューバの元野球選手。一塁手・外野手、右投げ右打ち。キューバ代表のクリーンナップを担うことが多かった。
息子のリオナール・キンデランも野球選手で、2018年2月にメジャー移籍を目指して亡命している。

## 来歴・人物
キューバの野球選手は、ベースボールアカデミーを卒業した後国内リーグに割り振られ、公務員として扱われる。キンデランは若いうちには注目されなかったが、国内リーグ"セリエ・ナシオナル・デ・ベイスボル"で徐々に頭角を現すようになった。1986-1987(17本)シーズンと1988-1989(24本)シーズンに本塁打王を獲得した。
1992年、バルセロナオリンピック
で初めてキューバ代表に選出され、以後アトランタ、シドニーと3大会連続でオリンピックに出場。中軸打者として金メダル2個、銀メダル1個獲得に大きく貢献した。
キューバは共産主義国家であるため、海外のプロリーグでキューバ人プレーヤーが契約することはできなかった。特にキューバとアメリカとは正式な外交ルートがなく、キューバ人プレーヤーがメジャーリーグでプレーするには亡命することが必要であり、キンデランは「キューバのために戦う」と亡命することはなかった。また、日本のプロ野球チームも獲得に動いたことがあったが、同様に拒絶した。
アトランタオリンピック前後、キューバは方針転換をし、金儲けを目的としないのであれば国外におけるプレーを認容するようになっていた。キンデランも2002年、過去からキューバ人を受け入れてきたシダックスに、アントニオ・パチェコとともに入団した。シダックスでの背番号は46。なお、同時期にプロ野球中日に入団したオマール・リナレスも、あくまでも野球の研修という名目で、年俸は二軍選手並みであった。
2002年秋に監督に就任した野村克也は当初、キンデラン、パチェコともに高齢（38歳）であったことから「期待はしていない」と言明していたが、野村の打撃指導により復活、試合を通してなお豪快な打撃を見せたことから野村もキンデランを4番DHに据え、「打撃の中心」と評するに至った。
2003年に行われた第74回都市対抗野球大会では、キンデランは全試合に4番で出場して4本塁打を放ち、外国人として史上初めて「久慈賞」（敢闘賞に該当する）と「打撃賞」を受賞した。
2004年オフ、高齢からくる体力の衰えを理由に引退を表明、パチェコとともにキューバに帰国した。この年のシーズン後半、キンデランは下半身に故障を抱え、満足に走ることもままならない状態だった。
キンデラン在籍中、シダックスは2年とも都市対抗野球東京第1代表を勝ち取っていたが、2005年は東京2次予選で第2代表となり、野村は「投打の柱（投手は巨人に入団した野間口貴彦、打者はキンデラン）が抜けたことでチームが小粒になった」と嘆いた。

## 2大大会における通算成績
| 年   | チーム     | 大会       | 試合 | 打数 | 安打 | 本塁打 | 打点 | 三振 | 四死球 | 打率 |
| ---- | ---------- | ---------- | ---- | ---- | ---- | ------ | ---- | ---- | ------ | ---- |
| 2003 | シダックス | 都市対抗   | 5    | 20   | 12   | 4      | 9    | 1    | 3      | .600 |
| 2004 | シダックス | 都市対抗   | 3    | 12   | 1    | 1      | 2    | 3    | 0      | .083 |
|      |            | 日本選手権 | 2    | 8    | 0    | 0      | 0    | 1    | 0      | .000 |
| 合計 |            |            | 10   | 40   | 13   | 5      | 11   | 5    | 3      | .325 |

### キューバ国内リーグ（選抜リーグ含む）通算打撃成績（21シーズン）
打率.313　出塁率.431　長打率.600　OPS1.031
1842試合　6488打数　2030安打　330二塁打　36三塁打　1232四球　168敬遠　185死球　1025三振　487本塁打（歴代1位）　1511打点（歴代1位）　
31盗塁　29盗塁死

## 主な表彰・タイトル
- オリンピック（チームとして） 金メダル2、銀メダル1
- ワールドカップ（チームとして） 金メダル5
- ワールドカップ（個人として） 首位打者2回（第31回大会（1990年）、第33回大会（1998年））
- 都市対抗野球大会 久慈賞（2003年）
- 社会人ベストナイン 1回（2003年・指名打者部門）